# Thermocontact
Un thermocontact est un interrupteur qui se ferme lorsqu'un seuil de température est atteint.

Il est notamment utilisé dans le système de refroidissement des voitures pour déclencher le ventilateur du radiateur. Dans ce cas, il possède deux températures de consigne : la première, haute, qui entraîne la fermeture du contact et le déclenchement du ventilateur, et la deuxième, inférieure, qui entraîne la réouverture du contact et l'arrêt du ventilateur.